# Chi Lim xẹt
Peltophorum là một chi thực vật có hoa trong họ Đậu.

## Các loài
- Peltophorum acutifolium (J.R.Johnst.) J.R.Johnst.
- Peltophorum africanum Sond.
- Peltophorum dasyrrhachis (Miq.) Kurz
- Peltophorum dubium (Spreng.) Taub.
- Peltophorum pterocarpum (DC.) Backer ex K.Heyne

## Hình ảnh

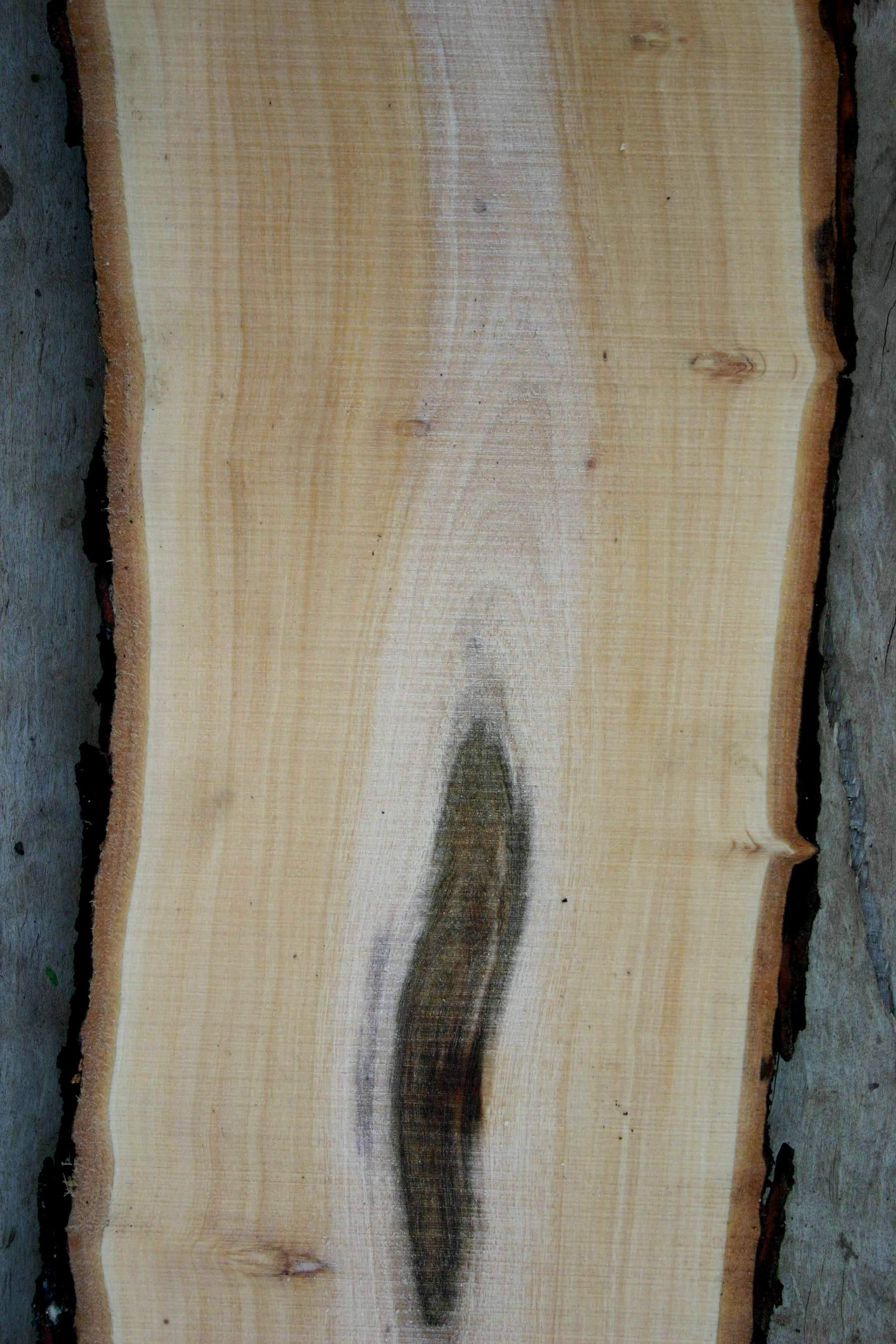
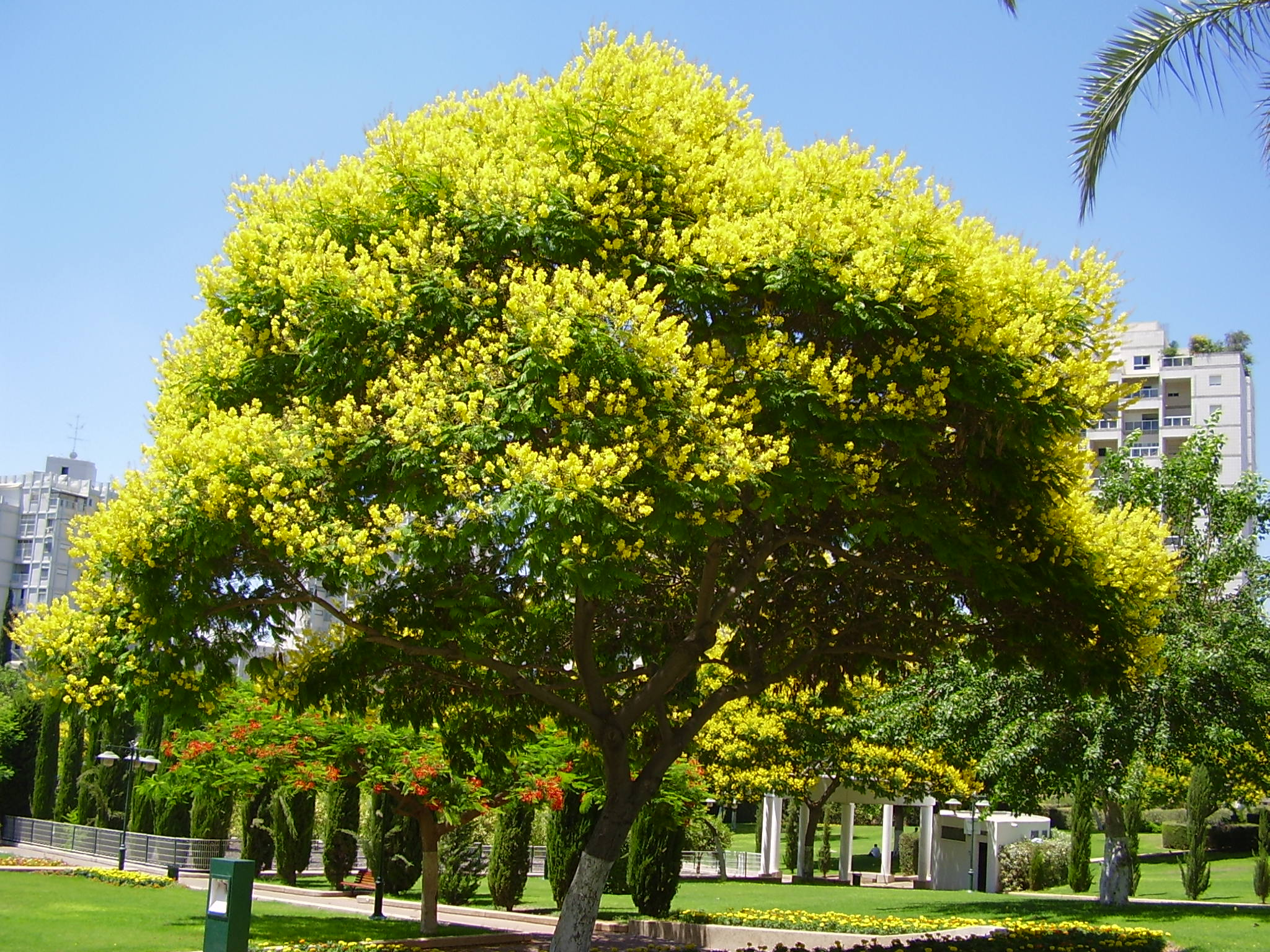
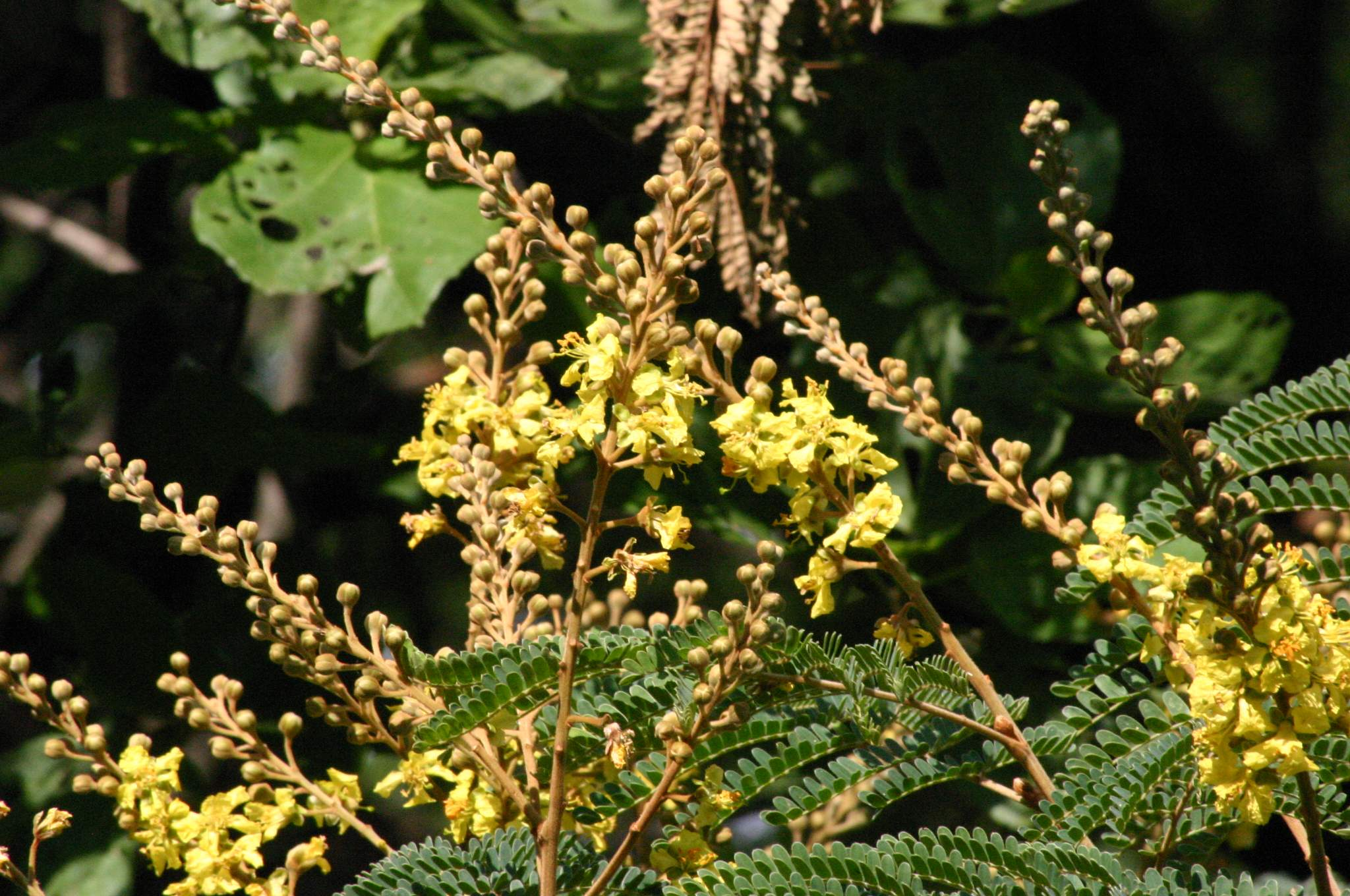
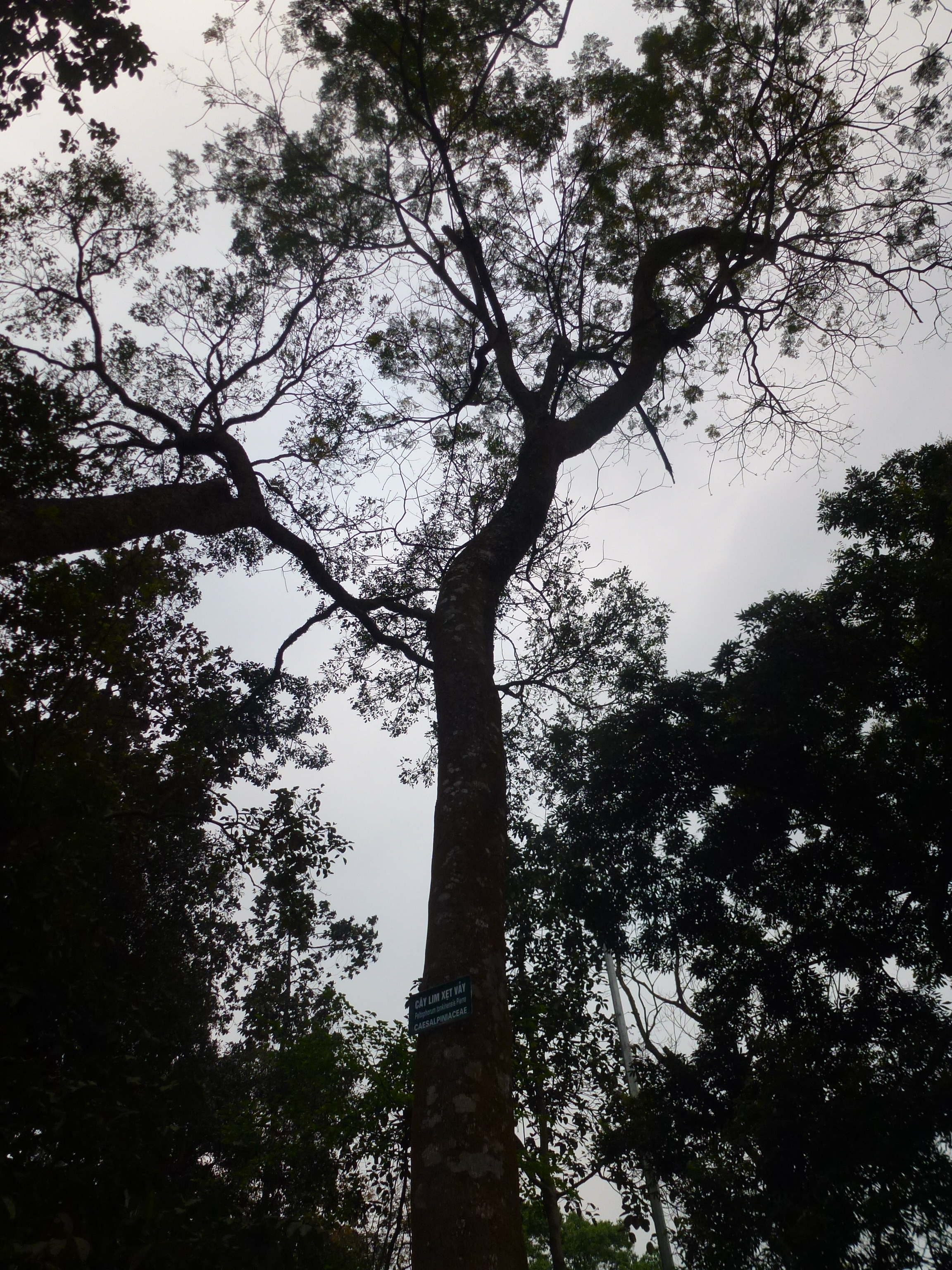